# Paul Kasey
Paul Kasey (ur. 5 sierpnia 1973) – brytyjski aktor, znany głównie z wielu ról w serialach Doctor Who, Torchwood i Przygody Sary Jane.

## Filmografia
- 2002: 28 dni później – Zarażony
- 2005–aktualnie: Doktor Who – Auton, Coffa of Forest of Cheem, Slitheen, Zu-Zana, Clockwork Droid, Cyber-Leader, Cyber-Controller, Cybermen, Ood, Hoix, Robot Santas, Kapitan Judoon, Pig Slave, Host, Hath Peck, Sorvin
- 2006–2008: Torchwood – Janet, Weevil, Blowfish, Hoix
- 2007: 1408 – Kevin O'Malley
- 2008: Być człowiekiem – Wilkołak
- 2008–2011: Przygody Sary Jane – Slitheen, Generał Kudlak, Inspektor, Mistress, Judoon, Highwayman, Blathereen, Shansheeth[1], Czerwony Robot
- 2016: Łotr 1. Gwiezdne wojny — historie — Admirał Raddus
- 2017: Gwiezdne wojny: Ostatni Jedi jako C'ai Threnalli
- 2019: Gwiezdne wojny: Skywalker. Odrodzenie jako Cai Threnalii[2].